# Métabief
Pour la station de sports d'hiver, voir Métabief (station de sports d'hiver).
Métabief (prononcé [me.ta.bje]) est une commune française située dans le département du Doubs, la région culturelle et historique de Franche-Comté et la région administrative Bourgogne-Franche-Comté.
Ses habitants se nomment les « Chats-Gris ».

## Géographie

### Localisation
Métabief est situé à 77 km au sud-est de Besançon, 24 km au sud-est de Frasne, 18 km au sud de Pontarlier et 11 km au nord-ouest de Vallorbe (Suisse).
| Saint-Antoine         | Touillon-et-Loutelet | Les Hôpitaux-Neufs |
|                       | Métabief             |                    |
| Longevilles-Mont-d'Or |                      | Jougne             |

### Géologie, relief et hydrographie
- Ruisseau le Bief Rouge, affluent rive droite du Doubs ;
- Retenue collinaire du Morond (1350 m) ;
- Le Morond (1 419 m).

### Voies de communications et transports

#### Transports en commun
- Liaisons par autocar SNCF avec la gare de Frasne.

### Climat
Pour des articles plus généraux, voir Climat de la Bourgogne-Franche-Comté et Climat du Doubs.
En 2010, le climat de la commune est de type climat de montagne, selon une étude du Centre national de la recherche scientifique s'appuyant sur une série de données couvrant la période 1971-2000. En 2020, Météo-France publie une typologie des climats de la France métropolitaine dans laquelle la commune est exposée à un climat de montagne ou de marges de montagne et est dans la région climatique Jura, caractérisée par une forte pluviométrie en toutes saisons (1 000 à 1 500 mm/an), des hivers rigoureux et un ensoleillement médiocre.
Pour la période 1971-2000, la température annuelle moyenne est de 7 °C, avec une amplitude thermique annuelle de 16,6 °C. Le cumul annuel moyen de précipitations est de 1 676 mm, avec 12,7 jours de précipitations en janvier et 11,3 jours en juillet. Pour la période 1991-2020, la température moyenne annuelle observée sur la station météorologique de Météo-France la plus proche, « Labergement », sur la commune de Labergement-Sainte-Marie à 5 km à vol d'oiseau, est de 8,0 °C et le cumul annuel moyen de précipitations est de 1 459,4 mm. 
La température maximale relevée sur cette station est de 36,4 °C, atteinte le 31 juillet 1983 ; la température minimale est de −33 °C, atteinte le 9 janvier 1985,,.
Les paramètres climatiques de la commune ont été estimés pour le milieu du siècle (2041-2070) selon différents scénarios d'émission de gaz à effet de serre à partir des nouvelles projections climatiques de référence DRIAS-2020. Ils sont consultables sur un site dédié publié par Météo-France en novembre 2022.

## Urbanisme

### Typologie
Au 1er janvier 2024, Métabief est catégorisée bourg rural, selon la nouvelle grille communale de densité à 7 niveaux définie par l'Insee en 2022.
Elle est située hors unité urbaine et hors attraction des villes,.

### Occupation des sols
L'occupation des sols de la commune, telle qu'elle ressort de la base de données européenne d’occupation biophysique des sols Corine Land Cover (CLC), est marquée par l'importance des forêts et milieux semi-naturels (43,5 % en 2018), en diminution par rapport à 1990 (47,8 %). La répartition détaillée en 2018 est la suivante : 
forêts (34 %), zones agricoles hétérogènes (33,1 %), zones urbanisées (21,6 %), milieux à végétation arbustive et/ou herbacée (9,4 %), terres arables (1,8 %). L'évolution de l’occupation des sols de la commune et de ses infrastructures peut être observée sur les différentes représentations cartographiques du territoire : la carte de Cassini (XVIIIe siècle), la carte d'état-major (1820-1866) et les cartes ou photos aériennes de l'IGN pour la période actuelle (1950 à aujourd'hui).

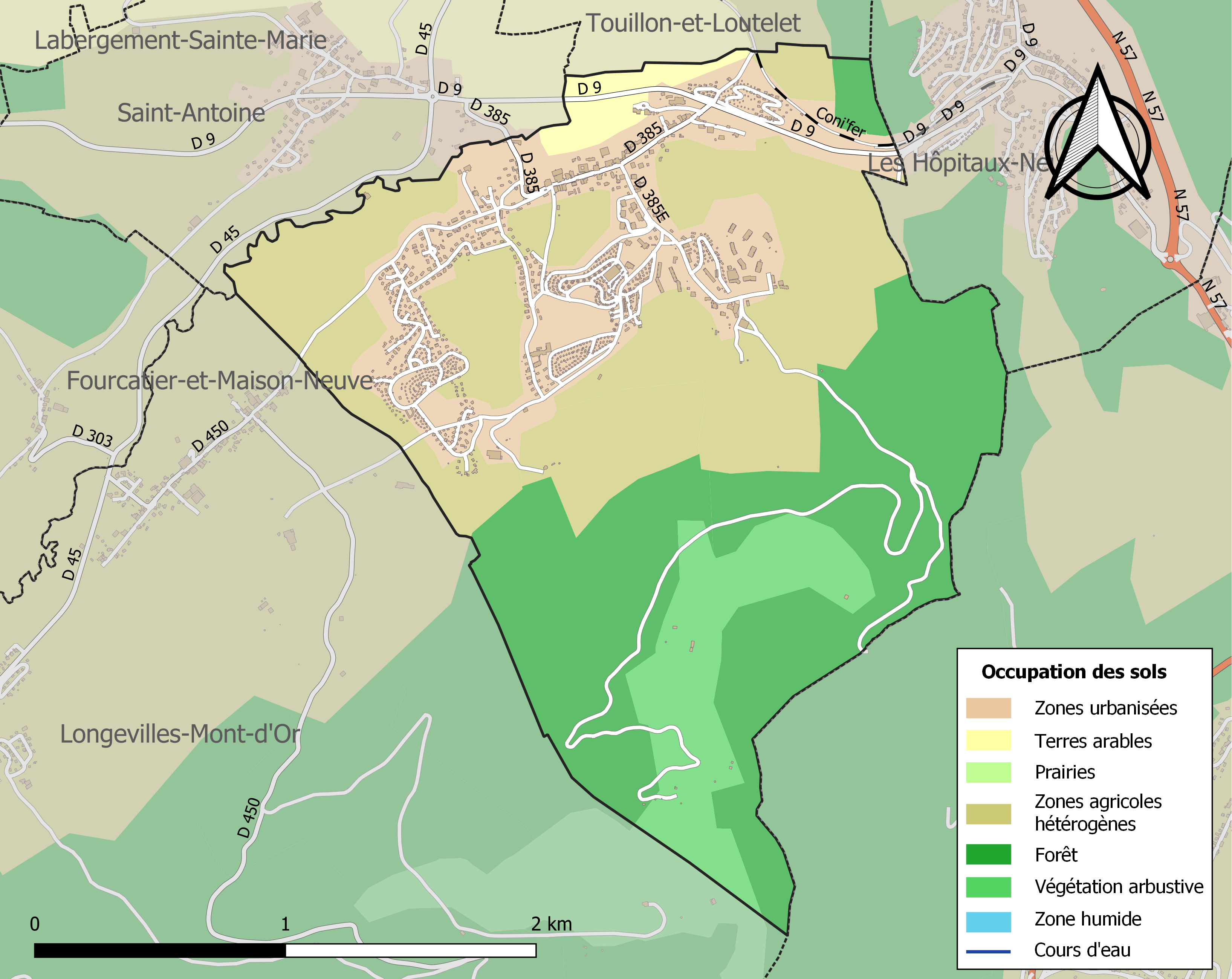
Carte des infrastructures et de l'occupation des sols de la commune en 2018 (CLC).

## Toponymie, étymologie

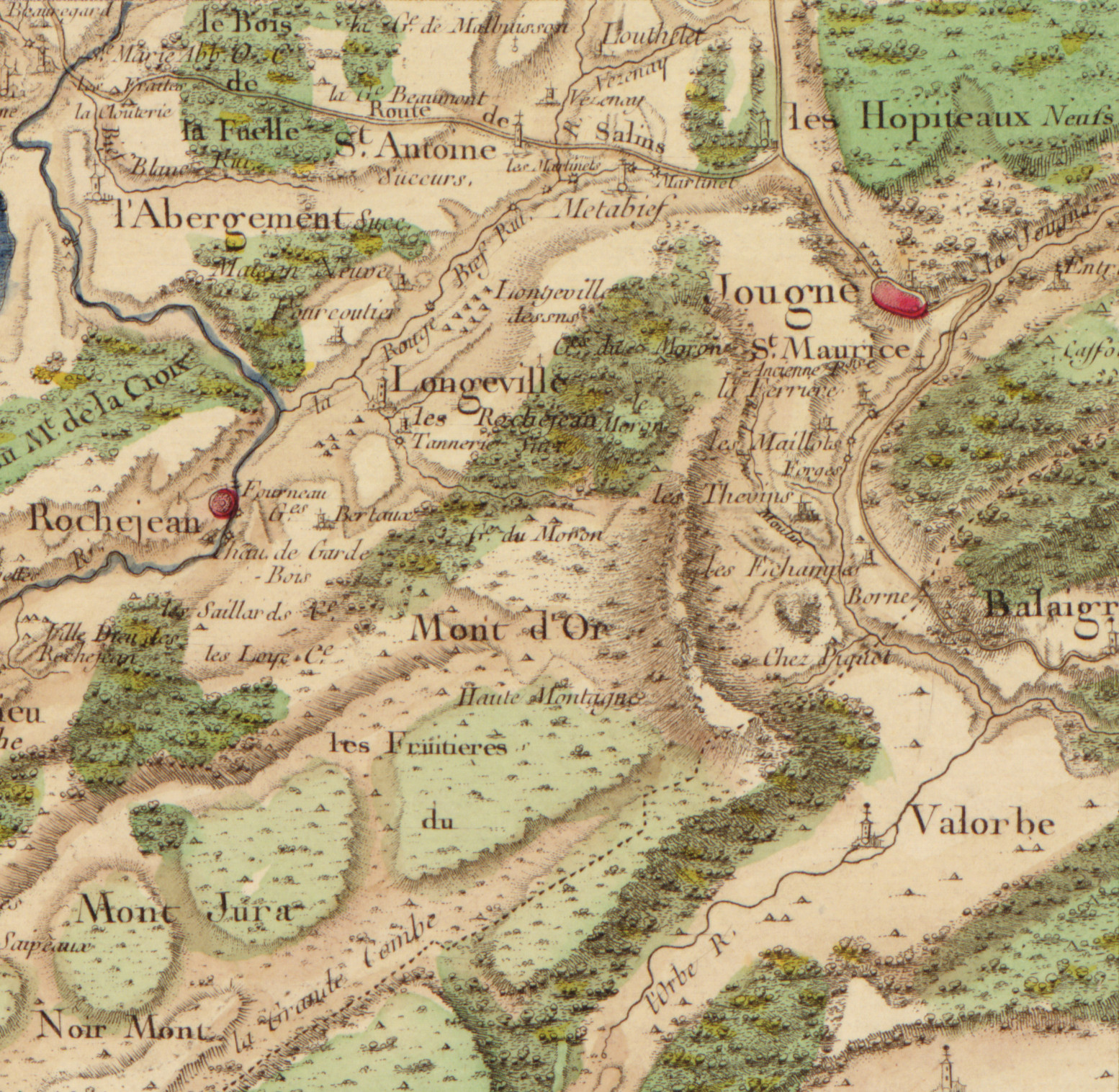
Carte de Cassini.

- Métabiez, lo Mytabie environ Joigne en 1280 ; Métabey en 1292 ; Mytabiez en 1365 ; Mestabie en 1614 ; Mestabier au XVIIIe siècle[14].
- En 1793, la commune porte le nom de Mestabiez, puis de Metabief en 1801[15].
- Le nom de la commune est formé de "mete" ou "methe" , mot du vieux français signifiant borne et de "bief" qui désigne notamment les  ruisseaux alimentant des moulins. Il faut savoir que le ruisseau "Bief Rouge" qui coule en bas du village servit, au XIIIe siècle, de délimitation entre le baroichage de Pontarlier et la seigneurie de Jougne dont il dépendait[16].
- On trouve la trace du nom de la commune en 1250 lors de la rédaction d'une convention de délimitations des terres.

## Histoire
Les habitants de Métabief ont été affranchis en août 1393 par Jean de Chalon[réf. nécessaire].
Dès le XVe siècle, le développement de la commune a connu un essor grâce à l'exploitation des mines de fer dit « limonite de Métabief »— dont la fonte était extraite dans les hauts fourneaux de Rochejean et Pontarlier — et aussi de l'artisanat lié à la fabrication d'outils agricoles et d'exploitation des forêts. À partir du milieu du XIXe siècle, cette industrie a souffert de la concurrence de la fonte belge et écossaise et de la diminution des quantités de bois qui servait à l'alimentation des forges. Les habitants réorientèrent alors leur activité sur l'agriculture et la production laitière, avec aussi la fabrication du gruyère de Comté et le vacherin Mont d'Or, avec le défrichement en parallèle.
En 1879, l'usine communale de Métabief est construite à la place de l'ancien moulin incendié, qui a une activité de scierie-menuiserie de 1883 à 1985 et de meunerie jusqu'en 1960.

## Station de ski
En 1953, sur proposition de Maurice Lagier et du champion de ski Roger Maire, une télébenne est installée jusqu'au Morond. Suivront les travaux d'installation d'autres remontées mécaniques et de construction immobilière. Le 12 mars 1979, « Métabief Mont d’Or » est reconnue officiellement comme station nationale de sports d'hiver.
La station s'est étendue avec les domaines alpins des Longevilles et de Piquemiette, et  la création d'un domaine nordique, regroupant 5 villages autour de Métabief : Les Hôpitaux-Vieux, Les Hôpitaux-Neufs, Jougne, Longevilles-Mont-d'Or et Rochejean.
Implantée entre 900 et 1 423 m d'altitude et accueillant deux écoles de ski, la station offre un large choix de pistes et d'activités hivernales : 26 km de pistes de ski alpin de tous niveaux, 2 zones débutants et une zone freestyle permettent de s'initier ou de se perfectionner à toutes les pratiques : ski alpin et nordique, snowboard, freestyle, raquette. En 2013, une retenue collinaire, de 103 450 m3, a été creusée sur les pente du Morond, pour l'alimentation des canons à neige.
Le 13 septembre 2024,  s'appuyant sur un rapport qui pointe les conséquences d'un manque de neige récurrent depuis une décennie, le « Syndicat mixte du Mont d'Or » (SMMO) a décidé de suspendre, dès l'hiver suivant, l'exploitation des cinq remontées mécaniques de Piquemiette, privant ainsi la station de sa partie la plus sportive. 

### Liste des maires

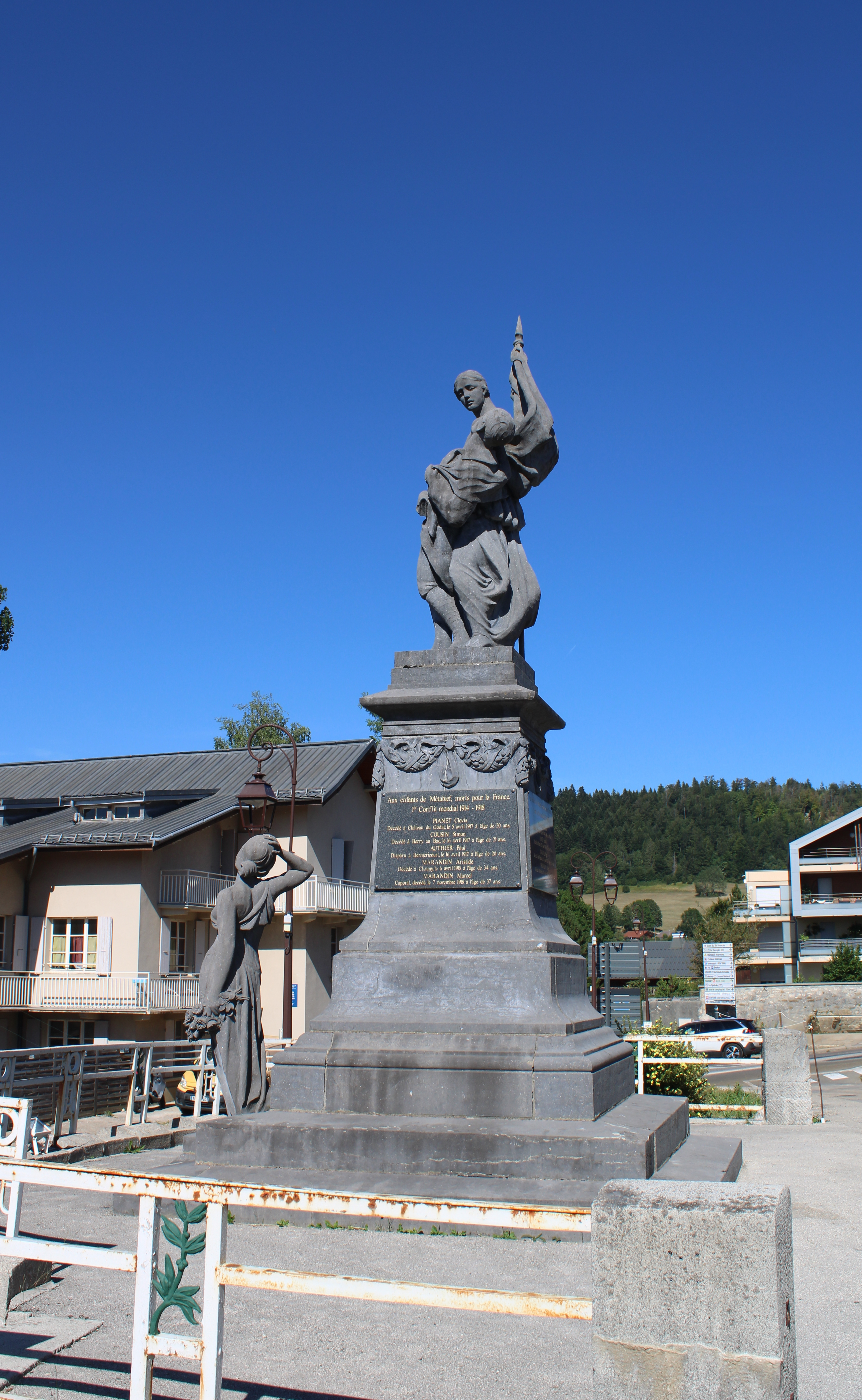
Le monument aux morts.

## Population et société

### Démographie
L'évolution du nombre d'habitants est connue à travers les recensements de la population effectués dans la commune depuis 1793. Pour les communes de moins de 10 000 habitants, une enquête de recensement portant sur toute la population est réalisée tous les cinq ans, les populations de référence des années intermédiaires étant quant à elles estimées par interpolation ou extrapolation. Pour la commune, le premier recensement exhaustif entrant dans le cadre du nouveau dispositif a été réalisé en 2005.

En 2022, la commune comptait 1 395 habitants, en évolution de +17,82 % par rapport à 2016 (Doubs : +1,88 %, France hors Mayotte : +2,11 %).
| 1793 | 1800 | 1806 | 1821 | 1831 | 1836 | 1841 | 1846 | 1851 |
| ---- | ---- | ---- | ---- | ---- | ---- | ---- | ---- | ---- |
| 239  | 221  | 235  | 215  | 235  | 297  | 292  | 290  | 288  |

| 1856 | 1861 | 1866 | 1872 | 1876 | 1881 | 1886 | 1891 | 1896 |
| ---- | ---- | ---- | ---- | ---- | ---- | ---- | ---- | ---- |
| 233  | 216  | 212  | 234  | 247  | 251  | 270  | 263  | 252  |

| 1901 | 1906 | 1911 | 1921 | 1926 | 1931 | 1936 | 1946 | 1954 |
| ---- | ---- | ---- | ---- | ---- | ---- | ---- | ---- | ---- |
| 235  | 240  | 204  | 165  | 150  | 157  | 171  | 137  | 124  |

| 1962 | 1968 | 1975 | 1982 | 1990 | 1999 | 2005 | 2006 | 2010  |
| ---- | ---- | ---- | ---- | ---- | ---- | ---- | ---- | ----- |
| 123  | 165  | 197  | 250  | 504  | 691  | 907  | 897  | 1 085 |

| 2015  | 2020  | 2022  | - | - | - | - | - | - |
| ----- | ----- | ----- | - | - | - | - | - | - |
| 1 179 | 1 411 | 1 395 | - | - | - | - | - | - |

### Sports
- l'Open Enduro est une compétition VTT qui se tient en mai.
- Le Trail du Mont d'Or : le 3e dimanche de juin.

#### Évènements sportifs
- Les 17 et 18 septembre 1993, la commune a accueilli les championnats du monde de VTT 1993 avec un record d'affluence (70 000 personnes sur le site lors de la journée du dimanche). Nicolas Vouilloz a une nouvelle fois été sacré champion du monde (junior) lors de l'épreuve de descente cette année-là. La catégorie élite est remportée par l'américain Mike King.
- La commune a accueilli les championnats d'Europe de VTT en 1996.
- La commune a accueilli le trophée National des jeunes vététistes en 2002.
- La commune a accueilli les championnats de France de VTT 2001 et 2003.
- La commune a accueilli le trophée européen des jeunes vététistes en 2004.

### Manifestations culturelles
- Le Festival de la Paille fin juillet (concerts de musiques actuelles).
- La commune a accueilli en 2012 le FESTO, rencontre annuelle de jeunes espérantophones.
- La commune a accueilli la session annuelle de la Société mycologique de France du 24 au 29 septembre 2018.

## Économie

### Tourisme
Dès 1953, la commune a connu un nouveau développement avec les sports d'hiver.

### Fromageries
- Fromagerie du Mont d'Or Sancey Richard : visite et film en 3 langues.
- Fromagerie d'Alpage du Père François : possibilité de démonstration de fabrication et petits déjeuners dégustation de juin à septembre (Les Hôpitaux-Vieux).
- Caves d'affinage du fort Saint-Antoine : il s'agit d'un ancien fort militaire devenu cave d'affinage de comté (Saint-Antoine).

## Culture locale et patrimoine

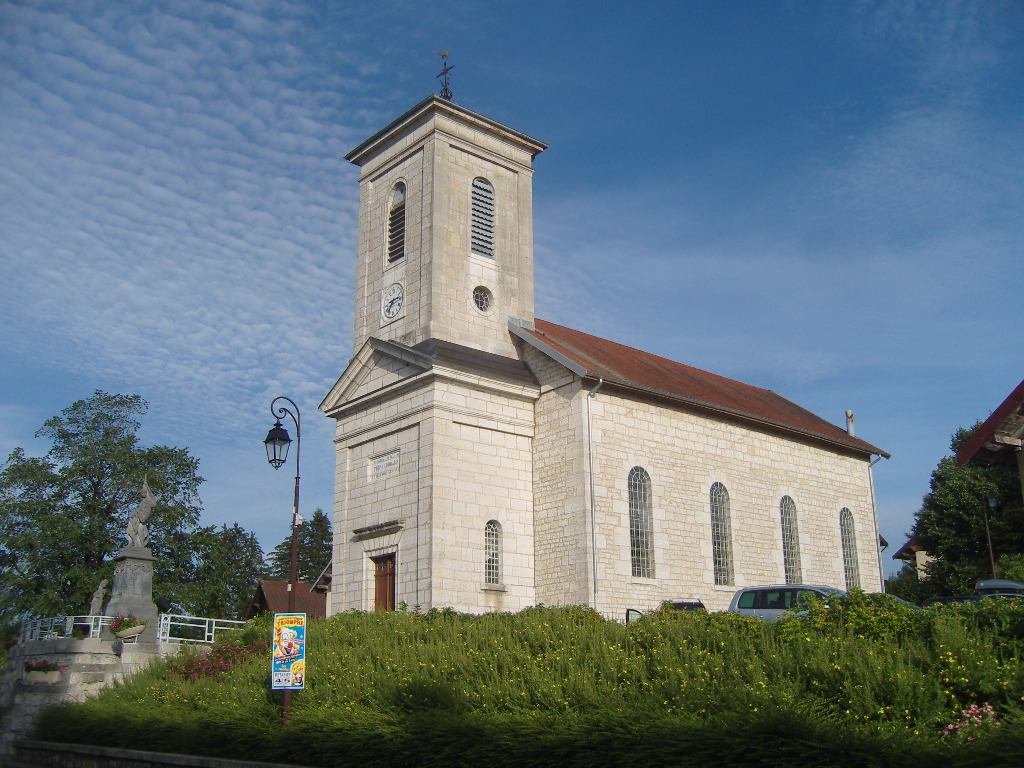
L'église paroissiale de la Présentation-de-Notre-Dame.

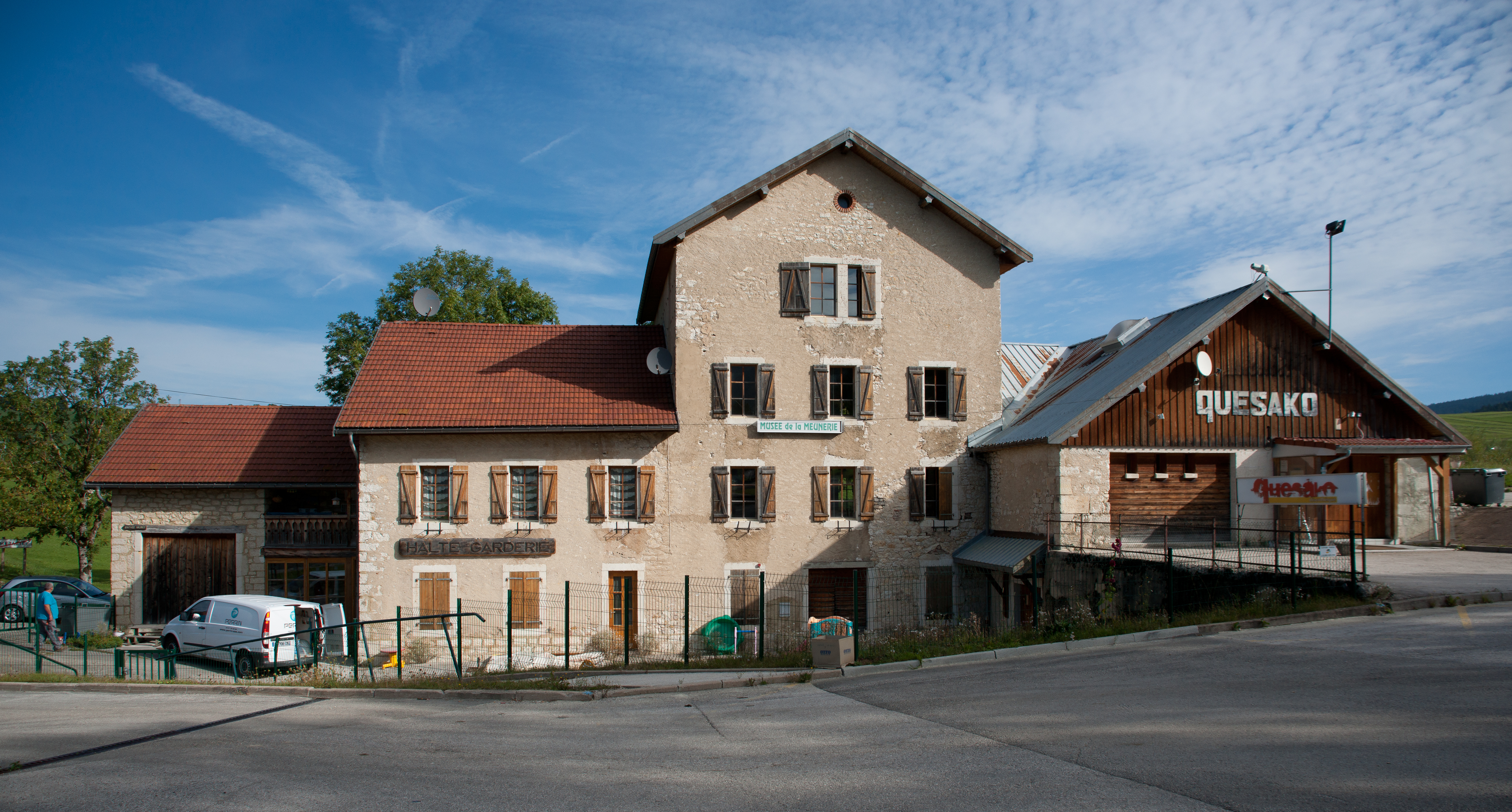
L'usine communale.

### Lieux et monuments
- L'église de la Présentation-de-Notre-Dame, XIXe siècle.
- Le monument aux morts, situé sur le parvis de l'église.
- L'usine communale, ancien moulin transformé en musée  Inscrite MH (1992)[29].

### Patrimoine naturel
- Métabief est une voie d'accès au Mont d'Or (point culminant du département du Doubs) par l'intermédiaire du Morond (1 419 m.) point culminant de la commune.
- ZNIEFF de type 1 no 430002753 « Le Mont d'Or et le Morond »[30].

### Patrimoine culturel

#### Spécialités gastronomiques locales
Les spécialités culinaires locales sont principalement fromagères : le comté, le morbier, la cancoillotte, et surtout le mont d'Or (fromage saisonnier d'hiver) et le Petit Sancey (en été). Toutes les charcuteries fumées (souvent au tuyé) sont également au rendez-vous (viande des Grisons, brési, jambon de montagne, etc.).

### Personnalités liées à la commune
- Alain Macle, (1944-2020), sauteur à ski français.
- Lou Jeanmonnot, née le 28 octobre 1998, biathlète.
- Mattéo Baud, né en 2002 à Pontarlier, champion de France de combiné nordique, est originaire de Métabief[31].